# 滁縣
滁縣，中国旧县名，为今天安徽省滁州市琅琊区和南谯区的主体。

## 历史
明朝洪武七年（1374年），滁州属凤阳府。二十二年（1389年）二月，直隶京师（南直隶），滁州直隶州领二县：全椒县、来安县。清朝顺治初年沿袭明制，属江南左布政使司。康熙六年（1667年），分隶安徽省。评价：冲，繁。隶安庐滁和道。仍领二县：全椒县、来安县。民国初年，全国废府州厅改县，改为滁县。
对日战争期间，中华民国国民政府丧失对该区域部分地区的控制力，该区域先后为汪精卫政权、苏皖边区政府控制，形成与国民政府并存的局面。抗日战争结束后，该区域部分地区重归国民政府管辖。
1949年1月24日，中共政权占领滁县县城。中华人民共和国建国后，先后建立了滁县专区、蚌埠专区、滁县地区，1980年代后，推广地级市区划制，滁县地区于1990年代设置滁州市。